# Die Architekt

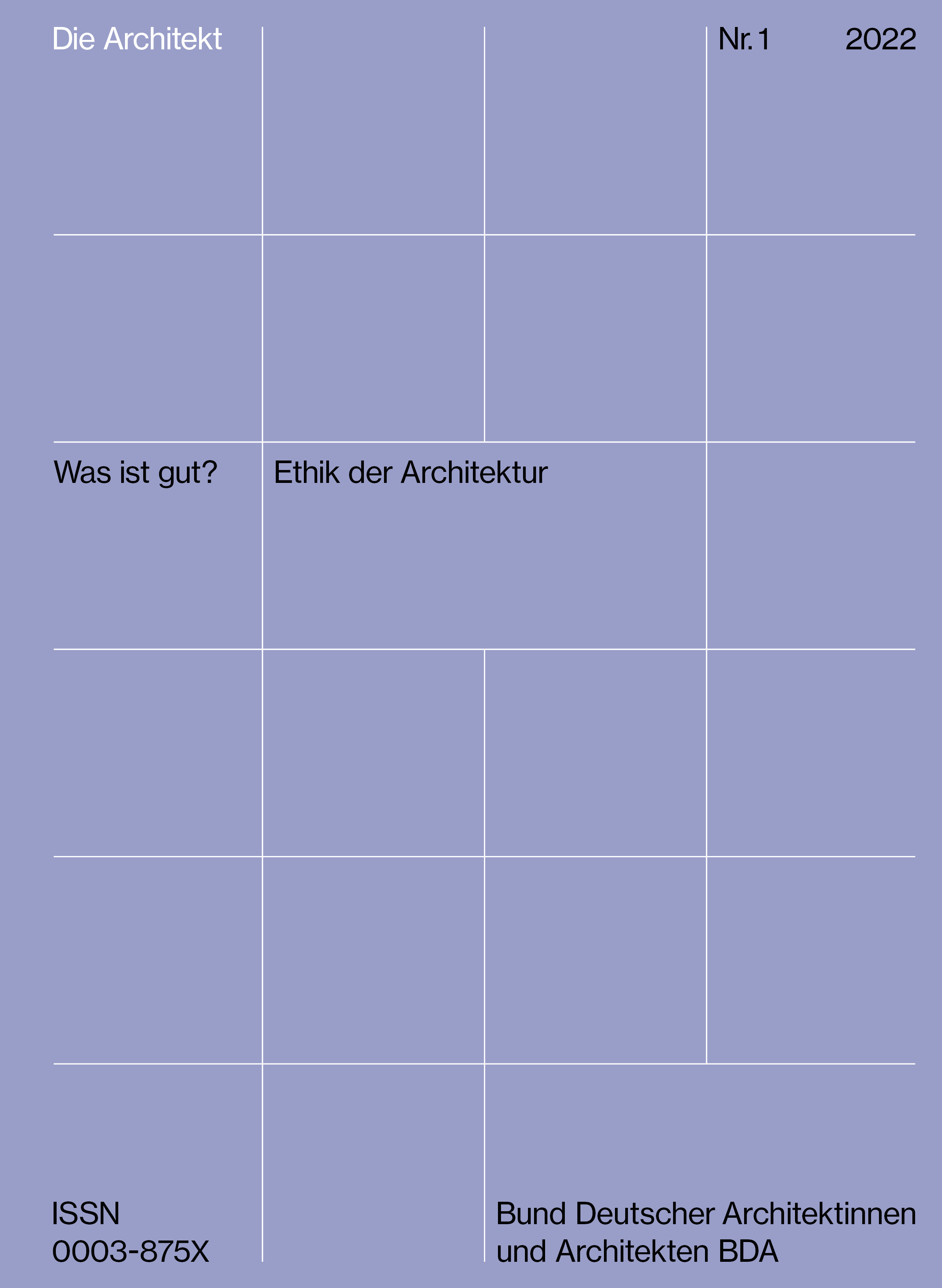
Titelseite Die Architekt Nr. 1/2022 (Gestaltung: Fons Hickmann)

Die Architekt ist die Zeitschrift des Bundes Deutscher Architektinnen und Architekten (BDA). Sie wurde 1952 unter dem Titel der architekt gegründet und erscheint seit 2007 mit sechs Ausgaben pro Jahr. Anfang 2022 wurde die Zeitschrift umbenannt in Die Architekt; die Redaktion erklärte, der Titel sei auch zu lesen als Die (Zeitschrift) Architekt.
Ihre Ausrichtung ist interdisziplinär: Neben Architektur und Städtebau finden auch die Gesellschaftswissenschaften, Kunst- und Kulturwissenschaften Berücksichtigung. Jede Ausgabe widmet sich einem Themenschwerpunkt, bei dem in Aufsätzen, Interviews und Reportagen architektonische und architekturtheoretische, städtebauliche und gesellschaftliche Entwicklungen aus verschiedenen Blickwinkeln beleuchtet werden. Ein Magazinteil informiert über das aktuelle Baugeschehen sowie Verbands- und Berufspolitik.
Die Zeitschrift ist in ausgewählten Buchhandlungen oder über Abonnement erhältlich. Sie erreicht die BDA-Mitglieder, Architektur-Hochschullehrer, leitende Mitarbeiter der Planungs- und Bauämter der öffentlichen Hand, Leiter der Bauabteilungen großer Unternehmen, Banken, Versicherungen und Bauträger, sowie die Führungskräfte insbesondere der Bau-, Finanz- und Immobilienwirtschaft.
Redaktion
Chefredakteure waren von 1974 bis 1998 Ingeborg Flagge und von 2000 bis zu seinem Tode 2021 Andreas Denk. Seine Nachfolgerin in der Chefredaktion ist Elina Potratzr. Außerdem gehören der Redaktion Theresa Jeroch, Tarek Megahed und Alice Sàrosi (Lektorat) an. Sitz der Redaktion ist Berlin. Die Auflage beträgt 9.000 Exemplare.